# Lepanthes villosa
Lepanthes villosa är en orkidéart som beskrevs av Bernt Løjtnant. Lepanthes villosa ingår i släktet Lepanthes och familjen orkidéer. Inga underarter finns listade i Catalogue of Life.